# Ernest Uherek
Ernest Uherek (ur. ok. 1796, zm. 24 lutego 1864 w Brünn) – c. k. urzędnik.

## Życiorys

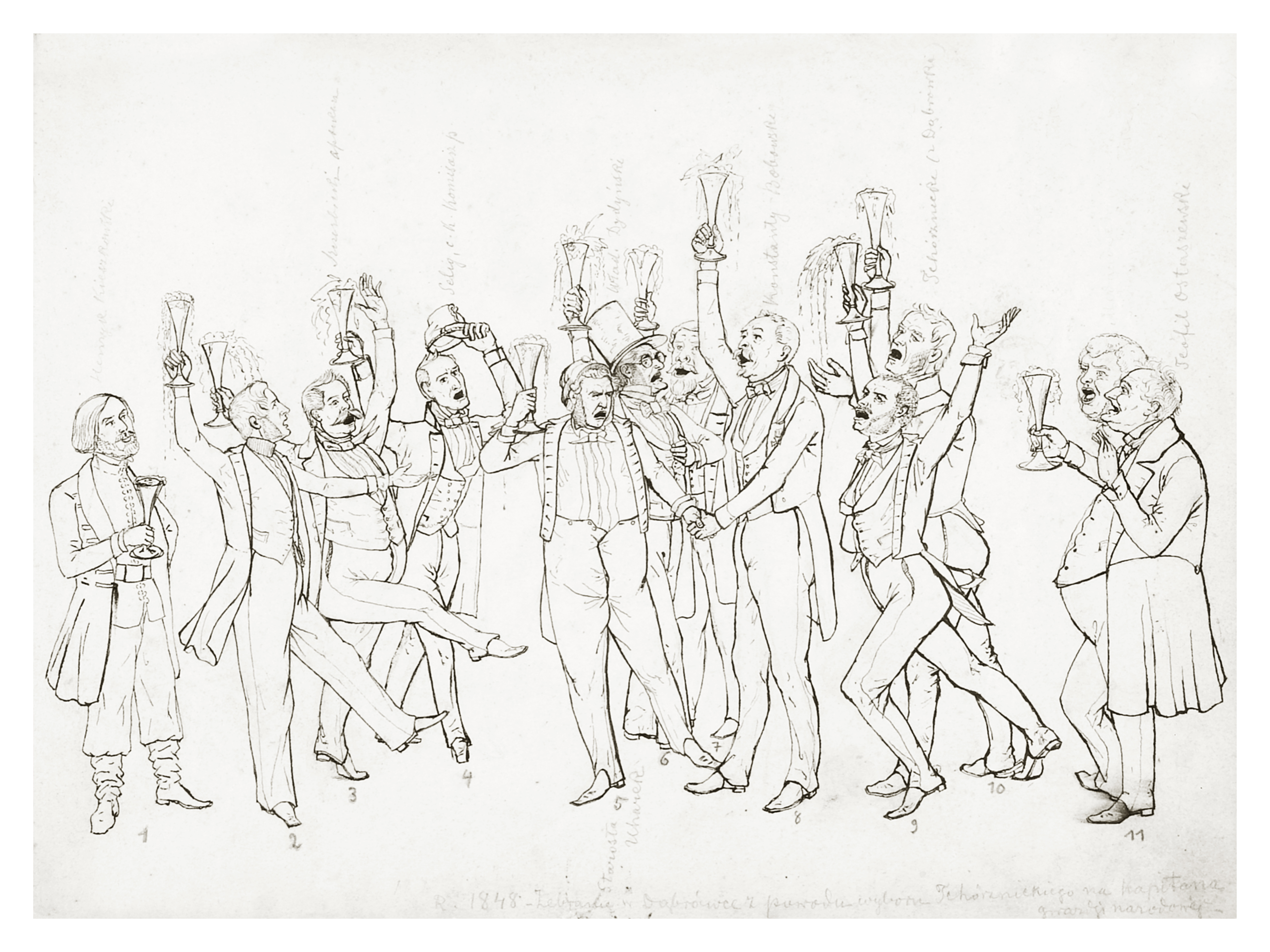
Rysunek Jana Gniewosza przedstawiający toast wzniesiony w 1848 w Dąbrówce z okazji wyboru Władysława Tchorznickiego na kapitana Gwardii Narodowej. W środku, w czapce i trzymający kielich starosta Uherek ściska dłoń Konstantego Bobowskiego

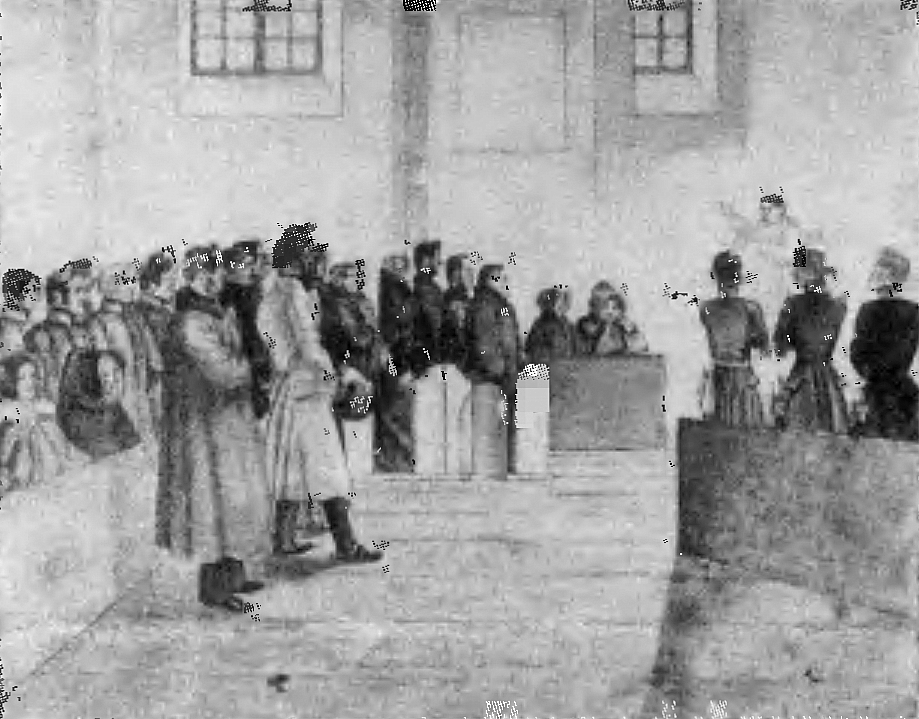
Rysunek Jana Gniewosza przedstawiający nabożeństwo w kościele franciszkanów w Sanoku. W środku, z czapką naczelnik Uherek

Urodził się około 1796. Został urzędnikiem terytorialnym w Cesarstwie Austrii. Był koncypistą gubernialnym morawsko-śląskim, po czym 8 kwietnia 1830 powierzono mu stanowisko komisarza obwodowego trzeciej kategorii Moraw i Śląska. W późniejszych latach został komisarzem obwodowym drugiej kategorii Moraw i Śląska, po czym w marcu 1838 został mianowany komisarzem obwodowym pierwszej kategorii. Z posady komisarza obwodowego pierwszej klasy w Brünn w dniu 7 listopada 1846 został mianowany na urząd naczelnika (niem. Kreishauptmann) cyrkułu sanockiego z siedzibą w Sanoku na obszarze Galicji. Stanowisko sprawował w charakterze c. k. radcy gubernialnego (niem. K. k. Gubernial-Rath) do około 1854. Urzędował m.in. podczas Wiosny Ludów. Jako jeden z gospodarzy (obok niego burmistrz Jakub Krulikiewicz) podejmował w Sanoku podróżującego po Galicji cesarza Austrii Franciszka Józefa I, przebywającego w mieście w dniach 31 października i 1 listopada 1851. Dla upamiętnienia odwiedzin monarchy w Sanoku Ernest Uherek założył Fundację Cesarza Franciszka Józefa dla urodzonych w Sanoku inwalidów wojskowych. Zmarł 24 lutego 1864 w Brünn w wieku 68 lat.